# The Paradigm Shift
Albums de Korn
The Path of Totality
(2011) The Serenity of Suffering
(2016)
Singles
1. Never Never
Sortie : 12 août 2013
2. Spike in my Veins
Sortie : 6 février 2014

The Paradigm Shift est le onzième album studio du groupe américain de nu metal Korn, publié le 8 octobre 2013 par le label Caroline Records.

## Liste des chansons
Toute la musique est composée par James Shaffer, Jonathan Davis, Brian Welch, Ray Luzier, Reginald Arvizu, Don Gilmore sauf indication contraire.
| No  | Titre                | Musique | Durée |
| --- | -------------------- | --- | ----- |
| 1.  | Prey for Me          | | 3:35  |
| 2.  | Love & Meth          | James Shaffer, Jonathan Davis, Brian Welch, Ray Luzier, Reginald Arvizu, Don Gilmore, Sluggo et Jason Rauch | 4:03  |
| 3.  | What We Do           | | 4:07  |
| 4.  | Spike in My Veins    | James Shaffer, Jonathan Davis, Brian Welch, Ray Luzier, Reginald Arvizu et Noisia                           | 4:24  |
| 5.  | Mass Hysteria        | | 4:04  |
| 6.  | Paranoid and Aroused | | 3:35  |
| 7.  | Never Never          | | 3:41  |
| 8.  | Punishment Time      | | 4:00  |
| 9.  | Lullaby for a Sadist | | 4:18  |
| 10. | Victimized           | | 3:36  |
| 11. | It's All Wrong       | | 3:31  |

## Certifications
| Pays              | Certification |
| ----------------- | ------------- |
| Royaume-Uni (BPI) | Argent        |